# Begonia peltatifolia
Espèce
Statut de conservation UICN

 EN A2c : En danger
Begonia peltatifolia est une espèce de plantes de la famille des Begoniaceae.
L'espèce fait partie de la section Petermannia.

## Répartition géographique
Cette espèce est originaire du pays suivant : Chine.